# Morning Bird
Morning Bird （モーニングバード）は、エフエム岐阜で放送されていた平日朝のラジオ番組。放送時間は月曜日～金曜日の7:30 - 10:00（中断時間は8:00 - 8:20）。2001年4月放送開始、2015年3月31日放送終了。

## パーソナリティ
- 月曜・火曜 平松亜希子
- 水曜～金曜 筒井明子

## パーソナリティの移り変わり
| 期間      | 期間      | 月・火     | 水         | 木・金   |
| --------- | --------- | ---------- | ---------- | -------- |
| 2001.4.2  | 2001.9.28 | 井沢明美   | 井沢明美   | 天野祐美 |
| 2001.10.1 | 2003.3.31 | 高木美保   | 高木美保   | 天野祐美 |
| 2003.4.1  | 2003.9.26 | 平松亜希子 | 平松亜希子 | 小倉理恵 |
| 2003.9.29 | 2006.3.31 | 平松亜希子 | 平松亜希子 | 宮島淳子 |
| 2006.4.3  | 2006.9.29 | 倉橋和香子 | 倉橋和香子 | 西村知穂 |
| 2006.10.2 | 2008.3.31 | 若杉直美   | 若杉直美   | 西村知穂 |
| 2008.4.1  | 2011.9.30 | 筒井明子   | 筒井明子   | 西村知穂 |
| 2011.10.3 | 2015.3.31 | 平松亜希子 | 筒井明子   | 筒井明子 |

## タイムテーブル

### 2014年10月現在
- 7:30
- 7:37 中日新聞ニュース
- 7:50 トラフィック
- 7:55 ウェザー
- 8:00 SUZUKI Breakfast News
- 8:09 ルートインホテルズ 今日のキーワード
- 8:10 Honda Smile Mission
- 8:20 岐阜インフォメーション
- 8:26 トラフィック
- 8:40 トラフィック
- 8:43 ウェザー
- 8:45 ぎふしょくインフォメーション（月）／大垣市　子育てパラダイス （火）／清流の国ぎふ～森林・環境税のおはなし～（水）／GO GO FC岐阜～Road To J1～（木）
- 8:55 中日新聞ニュース
- 9:00 シティ　インフォメーション（第1＆第3水曜、第2＆第4木曜）
- 9:03 ウェザートピックス（月）
- 9:05 快適生活ラジオショッピング（火～金）
- 9:15 ウィークリー飛騨（火）
- 9:25 研ナオコの過払い金　ズバッと法律相談（月、CBCラジオ制作）
- 9:35 CLEAN UP ISEWAN　～伊勢湾を守ろうキャンペーン～（月、三重エフエム放送、エフエム愛知とのJFN3局ネット）
- 9:48 岐阜新聞ニュース
- 9:55 ウェザー

### 2012年度
- 7:30
- 7:37頃 NEWS FLASH･･･県内ニュース（スポンサーがない場合はタイトルコールなし）
- 7:46頃 SPORTS FLASH･･･スポーツニュース
- 7:50頃 トラフィック
- 7:55頃 ウェザー
- 8:00 SUZUKI Breakfast News
- 8:09 第一生命武井咲今日の一句
- 8:10 Honda Smile Mission
- 8:20頃 岐阜新聞今日の朝刊から
- 8:30頃 デイリーワールドコラム･･･海外の話題
- 8:33頃 岐阜インフォメーション（月～木）/県政ファイル（金）･･･岐阜県からのお知らせ
- 8:40頃 トラフィック
- 8:43頃 ウェザー
- 8:45頃 サラマンカホールミュージックセレクション（第1、3水）／カンガルーベースボールマガジン（木）
- 8:55頃 中日新聞ニュース
- 9:05頃 シティ　インフォメーション（火～金）･･･各市からのお知らせ
- 9:07頃 GO GO FC岐阜～Road To J1～（木）
- 9:13頃 ウェザートピックス（月）･･･1週間の天気情報
- 9:18頃 今日の血液型占い
- 9:26 ラジオショッピング
- 9:30頃 私のハート（水）･･･県内で活躍する人をゲストに迎えトークを展開
- 9:35頃 ピリピリ!各務原キムチ（金）
- 9:38頃 エンタのツボ（月）／ぎふ見聞録（火）
- 9:52頃 岐阜新聞ニュース
- 9:55頃 ウェザー
  - ニュースとウェザーがそれぞれ独立しているのはこの番組内のみである。2008年4月改編でトラフィックが2枠減った。

### 過去のコーナー
- 9:35頃 もぐもぐ!奥美濃カレー（金）
- 9:38頃 シネマのトビラ（月）･･･映画情報／突撃!なおみんでおじゃま!（火）･･･若杉直美が岐阜の名所を訪ねる

## 放送時間の変遷
- 2001年4月2日～2002年3月29日・7:30～10:00
- 2002年4月1日～2003年3月31日・7:30～9:00
- 2003年4月1日～2004年3月31日・7:30～10:00
- 2004年4月1日～2005年3月31日・6:30～10:00
  - 2005年1月10日は中津川市からの公開放送で5:00～11:00の枠で放送された。
- 2005年4月1日～2005年9月30日・7:30～10:55
- 2005年10月3日～2006年9月29日・6:30～10:00
- 2006年10月2日～2015年3月31日・7:30~10:00

| エフエム岐阜 平日朝の自社制作枠 | エフエム岐阜 平日朝の自社制作枠 | エフエム岐阜 平日朝の自社制作枠 |
| 前番組                          | 番組名                          | 次番組                          |
| ------------------------------- | ------------------------------- | ------------------------------- |
| 未開局                          | Morning Bird                    | MORNING SPLASH                  |